# Robert Moses waterkrachtcentrale
De Robert Moses Niagara Power Plant is een waterkrachtcentrale in Lewiston, New York aan de Niagararivier. De elektriciteitscentrale werd na drie bouwjaren in 1961 in gebruik genomen en bestaat uit dertien generatoren met een geïnstalleerd vermogen van 2,5 GW. In het jaar dat de centrale in bedrijf kwam was het de grootste waterkrachtcentrale van de Verenigde Staten. De waterkrachtcentrale is naar de stadsplanner Robert Moses vernoemd, die in de tijd dat de centrale gebouwd werd, voorzitter van de New York Power Authority (NYPA).
Oostelijk van de centrale bevindt zich het pompgeneratie-station Lewiston; aan de andere kant van de Niagara, aan de Canadese zijde, de Sir Adam Beck-waterkrachtcentrales I en II.